# Dyskografia Lil Pumpa
Dyskografia amerykańskiego rapera Lil Pumpa, zawierająca dwa albumy studyjne oraz 19 singli.
W 2019 roku wydał utwory „Butterfly Doors” i „Racks On Racks”

## Albumy

### Albumy studyjne
| Rok  | Dane dot. albumu | Najwyższa pozycja | Najwyższa pozycja | Najwyższa pozycja | Najwyższa pozycja | Najwyższa pozycja | Najwyższa pozycja | Najwyższa pozycja | Najwyższa pozycja | Najwyższa pozycja | Najwyższa pozycja | Certyfikaty |
| Rok  | Dane dot. albumu | US                | US R&B/HH         | BEL               | CAN               | FIN               | FRA               | ITA               | HOL               | NZL               | SWE               | Certyfikaty |
| ---- | --- | ----------------- | ----------------- | ----------------- | ----------------- | ----------------- | ----------------- | ----------------- | ----------------- | ----------------- | ----------------- | ----------- |
| 2017 | Lil Pump - Wydany: 6 października 2017 - Wytwórnia: Tha Lights Global, Warner Bros. - Format: digital download, CD, kaseta | 3                 | 2                 | 80                | 6                 | 10                | 67                | 19                | 46                | 20                | 33                | - Złoto     |
| 2019 | Harverd Dropout - Wydany: 22 lutego 2019 - Wytwórnia: Tha Lights Global, Warner Bros. - Format: digital download           | 7                 | 3                 | 36                | 7                 | 19                | 46                | 55                | 21                | —                 | 35                |             |

## Single

### Jako główny artysta
| Rok                                        | Tytuł                                                                  | Najwyższa pozycja | Najwyższa pozycja | Najwyższa pozycja | Najwyższa pozycja | Najwyższa pozycja | Najwyższa pozycja | Najwyższa pozycja | Najwyższa pozycja | Najwyższa pozycja | Najwyższa pozycja | Certyfikaty                                                            | Album                     |
| Rok                                        | Tytuł                                                                  | US                | US R&B/HH         | US Rap            | AUS               | CAN               | GER               | NZL               | SWE               | SWI               | UK                | Certyfikaty                                                            | Album                     |
| ------------------------------------------ | ---------------------------------------------------------------------- | ----------------- | ----------------- | ----------------- | ----------------- | ----------------- | ----------------- | ----------------- | ----------------- | ----------------- | ----------------- | ---------------------------------------------------------------------- | ------------------------- |
| 2016                                       | „Elementary”                                                           | —                 | —                 | —                 | —                 | —                 | —                 | —                 | —                 | —                 | —                 |                                                                        | –                         |
| 2017                                       | „Lil Pump”                                                             | —                 | —                 | —                 | —                 | —                 | —                 | —                 | —                 | —                 | —                 | - US: złoto                                                            | –                         |
| 2017                                       | „Movin” (gościnnie Smokepurpp)                                         | —                 | —                 | —                 | —                 | —                 | —                 | —                 | —                 | —                 | —                 |                                                                        | –                         |
| 2017                                       | „Boss”                                                                 | —                 | 40                | —                 | —                 | 93                | —                 | —                 | —                 | —                 | —                 | - US: platyna                                                          | Lil Pump                  |
| 2017                                       | „Flex Like Ouu”                                                        | —                 | —                 | —                 | —                 | —                 | —                 | —                 | —                 | —                 | —                 | - US: złoto                                                            | Lil Pump                  |
| 2017                                       | „D Rose”                                                               | —                 | 48                | —                 | —                 | —                 | —                 | —                 | —                 | —                 | —                 | - US: złoto                                                            | Lil Pump                  |
| 2017                                       | „Moly”                                                                 | —                 | —                 | —                 | —                 | —                 | —                 | —                 | —                 | —                 | —                 |                                                                        | Lil Pump                  |
| 2017                                       | „Next” (gościnnie Rich the Kid)                                        | —                 | —                 | —                 | —                 | —                 | —                 | —                 | —                 | —                 | —                 |                                                                        | –                         |
| 2017                                       | „Gucci Gang”                                                           | 3                 | 2                 | 2                 | 18                | 3                 | 35                | 15                | 19                | 25                | 27                | - US: 2× platyna - AUS: platyna - SWI: złoto - NZL: złoto - POL: złoto | Lil Pump                  |
| 2017                                       | „Designer”                                                             | —                 | —                 | —                 | —                 | —                 | —                 | —                 | —                 | —                 | —                 |                                                                        | Harverd Dropout           |
| 2018                                       | „I Shyne” (gościnnie Carnage)                                          | —                 | 49                | —                 | —                 | 95                | —                 | —                 | —                 | —                 | —                 |                                                                        | Battered Bruised & Bloody |
| 2018                                       | „Esskeetit”                                                            | 24                | 16                | 12                | —                 | 25                | —                 | —                 | 74                | 74                | 89                | - US: złoto - POL: złoto                                               | Harverd Dropout           |
| 2018                                       | „Welcome to the Party” (gościnnie Diplo, French Montana i Zhavia Ward) | 78                | 37                | —                 | 87                | 55                | —                 | —                 | —                 | —                 | —                 | - US: złoto - POL: platyna                                             | Deadpool 2                |
| 2018                                       | „Drug Addicts”                                                         | —                 | —                 | —                 | —                 | —                 | —                 | —                 | —                 | —                 | —                 |                                                                        | Harverd Dropout           |
| 2018                                       | „I Love It” (razem z Kanye West)                                       | —                 | —                 | —                 | —                 | —                 | —                 | —                 | —                 | —                 | —                 | - POL: złoto                                                           | Harverd Dropout           |
| 2018                                       | „Multi Millionaire" (gościnnie Lil Uzi Vert)                           | —                 | —                 | —                 | —                 | 99                | —                 | —                 | —                 | —                 | —                 |                                                                        | Harverd Dropout           |
| 2018                                       | „Arms Around You” (oraz XXXTentacion; gośc. Swae Lee i Maluma)         |                   |                   |                   |                   |                   |                   |                   |                   |                   |                   | - POL: złoto                                                           |                           |
| „–” oznacza, że pozycja nie była notowana. |                                                                        |                   |                   |                   |                   |                   |                   |                   |                   |                   |                   |                                                                        |                           |

### Z gościnnym udziałem
| Tytuł                                   | Rok  | Najwyższa pozycja | Album              |
| Tytuł                                   | Rok  | US                | Album              |
| --------------------------------------- | ---- | ----------------- | ------------------ |
| „Nephew" (Smokepurpp feat. Lil Pump)    | 2018 | —                 | Deadstar 2         |
| „Kept Back" (Gucci Mane feat. Lil Pump) | 2018 | —                 | Evil Genius        |
| „Overseas" (Desiigner feat. Lil Pump)   | 2018 | —                 | Singel niealbumowy |
| „Gnarly" (Kodak Black feat. Lil Pump)   | 2018 | 88                | Dying to Live      |

## Inne notowane utwory
| Rok  | Tytuł                                                 | Najwyższa pozycja | Najwyższa pozycja | Album      |
| Rok  | Tytuł                                                 | US Bub.           | US Bub. R&B/HH    | Album      |
| ---- | ----------------------------------------------------- | ----------------- | ----------------- | ---------- |
| 2017 | „Back” (gościnnie Lil Yachty)                         | 22                | 5                 | Lil Pump   |
| 2017 | „Iced Out” (gościnnie 2 Chainz)                       | —                 | 8                 | Lil Pump   |
| 2018 | „Baby Daddy” (Lil Yachty gościnnie Lil Pump i Offset) | 19                | 8                 | Lil Boat 2 |